# Bright Osayi-Samuel
Bright Osayi-Samuel (Okija, 31 de diciembre de 1997) es un futbolista nigeriano que juega de centrocampista en el Birmingham City F. C. de la EFL Championship.

## Trayectoria
Osayi-Samuel comenzó su carrera deportiva en el Blackpool F. C., en el EFL Championship. Con el Blackpool vivió dos descensos consecutivos, primero a la League One, y después, a la League Two.

### QPR
En 2017 el Queens Park Rangers lo rescató de la cuarta categoría para volver a jugar en el EFL Championship.

## Clubes
| Club                      | País       | Año       |
| ------------------------- | ---------- | --------- |
| Blackpool F. C.           | Inglaterra | 2015-2017 |
| Queens Park Rangers F. C. | Inglaterra | 2017-2021 |
| Fenerbahçe S. K.          | Turquía    | 2021-2025 |
| Birmingham City F. C.     | Inglaterra | 2025-     |

## Palmarés

### Títulos nacionales
| Título          | Club             | País    | Año  |
| --------------- | ---------------- | ------- | ---- |
| Copa de Turquía | Fenerbahçe S. K. | Turquía | 2023 |